# إيفا دافيه
إيفا دافيه (بالإنجليزية: Eva Dave)‏، ولِد باسم: برافول ناندشانكر دافيه (بالغوجراتية: દવે પ્રફુલ્લ નંદશંકર) (بالإنجليزية: Prafull Nandshankar Dave)‏ (5 مارس 1931، فادودارا في الهند - 26 سبتمبر 2009)؛ مدرس، كاتب وروائي هندي.